# Špitál (Poděbrady)
Špitál Kunhuta je barokní špitál postavený v 18. století v Poděbradech na místě staršího špitálu, založeného Kunhutou ze Šternberka. Proto se mu říká Kunhuta. Nachází se v historickém centru města v ulici Na Dláždění. Budova je od roku 1965 chráněna jako kulturní památka.

## Historie
Kunhuta ze Šternberka, manželka krále Jiřího z Poděbrad, se v polovině 15. století zasloužila o stavbu poděbradské školy a špitálu. Špitál byl založen roku 1444. Jednalo se o roubenou dřevěnou stavbou s velkou světnicí, čtyřmi malými místnostmi a chodbou s dřevěnými sloupy. Jeho kapacita byla 4-10 nemocných. V 18. století byl špitál přestavěn na přízemní kamennou stavbu s vysokým barokním štítem a dvěma okny v průčelí. Středověkou dispozici si dům zachoval.
Do 20. let 20. století budova sloužila jako chudobinec. Kvůli značné zchátralosti jí hrozila demolice. O její záchranu se zasadil historik umění Vojtěch Birnbaum. Opravená budova byla roku 1943 předána Poděbradskému muzeu jako depozitář a v jeho vlastnictví už zůstala. Na konci 20. století budova prošla rekonstrukcí a od té doby slouží nejen jako depozitář, ale i k příležitostným výstavám.